# Campeonato NORCECA de Voleibol Masculino de 2015
El XXIV Campeonato NORCECA de Voleibol Masculino se celebró en la ciudad de Córdoba, México entre el 5 y 10 de octubre. 
Los cuatro mejores equipos clasificaron al torneo Preolímpico NORCECA que se llevó a cabo en 2016.

## Equipos participantes
| Grupo A     | Grupo B           |
| ----------- | ----------------- |
| Canadá      | Cuba              |
| Honduras    | Costa Rica        |
| Puerto Rico | México            |
|             | Trinidad y Tobago |

## Procedimiento de desempate
1. Número de partidos ganados
2. Puntos de partido
3. Proporción de puntos
4. Proporción de sets
5. Resultado del último partido entre los equipos empatados

- Partido ganado 3–0: 5 puntos de partido para el ganador, 0 puntos de partido para el perdedor.
- Partido ganado 3–1: 4 puntos de partido para el ganador, 1 punto de partido para el perdedor.
- Partido ganado 3–2: 3 puntos de partido para el ganador , 2 puntos de partido para el perdedor.

## Ronda preliminar
- Del 5 al 7 de octubre
- Sede:  Arena Córdoba
- Todos los horarios corresponden a la hora de Córdoba, México ( UTC-06:00 )

|  | Calificados para Semifinales      |
|  | Calificados para cuartos de final |

### Grupo A
|     |             | Partidos | Partidos | Partidos |     | Sets | Sets | Sets  | Puntos | Puntos | Puntos |
| Pos | Equipo      | PJ       | PG       | PP       | Pts | SG   | SP   | Ratio | PG     | PP     | Ratio  |
| --- | ----------- | -------- | -------- | -------- | --- | ---- | ---- | ----- | ------ | ------ | ------ |
| 1.º | Canadá      | 2        | 2        | 0        | 10  | 6    | 0    | MAX   | 150    | 96     | 1.563  |
| 2.º | Puerto Rico | 2        | 1        | 1        | 5   | 3    | 3    | 1.000 | 138    | 123    | 1.122  |
| 3º  | Honduras    | 2        | 0        | 2        | 0   | 0    | 6    | 0.000 | 81     | 150    | 0.540  |

| Fecha        | Hora  | Equipo 1    | Sets  | Equipo 2             | Set 1 | Set 2 | Set 3 | Set 4 | Set 5 | Total |
| ------------ | ----- | ----------- | ----- | -------------------- | ----- | ----- | ----- | ----- | ----- | ----- |
| 5 de octubre | 18:00 | Canadá      | 3 : 0 | República Dominicana | 25-13 | 25-10 | 25-10 |       |       | 75-33 |
| 6 de octubre | 18:00 | Honduras    | 0 : 3 | Puerto Rico          | 16-25 | 19-25 | 13-25 |       |       | 48-75 |
| 7 de octubre | 18:00 | Puerto Rico | 0 : 3 | Canadá               | 23-25 | 17-25 | 23-25 |       |       | 63-75 |

### Grupo B
|     |                   | Partidos | Partidos | Partidos |     | Sets | Sets | Sets  | Puntos | Puntos | Puntos |
| Pos | Equipo            | PJ       | PG       | PP       | Pts | SG   | SP   | Ratio | PG     | PP     | Ratio  |
| --- | ----------------- | -------- | -------- | -------- | --- | ---- | ---- | ----- | ------ | ------ | ------ |
| 1.º | Cuba              | 3        | 3        | 0        | 15  | 9    | 0    | MAX   | 225    | 130    | 1.731  |
| 2.º | México            | 3        | 2        | 1        | 10  | 6    | 3    | 2.000 | 199    | 193    | 1.031  |
| 3.º | Costa Rica        | 3        | 1        | 2        | 4   | 3    | 7    | 0.429 | 198    | 237    | 0.835  |
| 4.º | Trinidad y Tobago | 3        | 0        | 3        | 0   | 1    | 9    | 0.111 | 183    | 245    | 0.747  |

| Fecha        | Hora  | Equipo 1          | Sets  | Equipo 2          | Set 1 | Set 2 | Set 3 | Set 4 | Set 5 | Total |
| ------------ | ----- | ----------------- | ----- | ----------------- | ----- | ----- | ----- | ----- | ----- | ----- |
| 5 de octubre | 14:00 | Cuba              | 3 : 0 | Costa Rica        | 25-14 | 25-13 | 25-18 |       |       | 75-45 |
| 5 de octubre | 20:00 | México            | 3 : 0 | Trinidad y Tobago | 25-22 | 25-16 | 25-22 |       |       | 75-60 |
| 6 de octubre | 14:00 | Trinidad y Tobago | 0 : 3 | Cuba              | 11-25 | 13-25 | 12-25 |       |       | 36-75 |
| 6 de octubre | 20:00 | México            | 3 : 0 | Costa Rica        | 25-21 | 25-18 | 25-19 |       |       | 75-58 |
| 7 de octubre | 14:00 | Costa Rica        | 3 : 1 | Trinidad y Tobago | 20-25 | 25-18 | 25-23 | 25-21 |       | 95-87 |
| 7 de octubre | 20:00 | México            | 0 : 3 | Cuba              | 18-25 | 17-25 | 14-25 |       |       | 49-75 |

## Ronda final
- Del 8 al 10 de octubre
- Sede:  Arena Córdoba
- Todos los horarios corresponden a la hora de Córdoba, México ( UTC-06:00 )

|  |                            |                            |                            |  |  | Cuartos de final 8 de octubre | Cuartos de final 8 de octubre | Cuartos de final 8 de octubre |  |  | Semifinales 9 de octubre | Semifinales 9 de octubre | Semifinales 9 de octubre |  |  | Final 10 de octubre         | Final 10 de octubre         | Final 10 de octubre         |
|  |                            |                            |                            |  |  |                               |                               |                               |  |  |                          |                          |                          |  |  |                             |                             |                             |
|  |                            |                            |                            |  |  |                               |                               |                               |  |  | 1A                       | Canadá                   | 3                        |  |  |                             |                             |                             |
|  | Quinto puesto 9 de octubre | Quinto puesto 9 de octubre | Quinto puesto 9 de octubre |  |  | 2B                            | México                        | 3                             |  |  | 2B                       | México                   | 2                        |  |  |                             |                             |                             |
|  |                            |                            |                            |  |  | 3A                            | Honduras                      | 0                             |  |  |                          |                          |                          |  |  | 1A                          | Canadá                      | 3                           |
|  | 3A                         | Honduras                   | 3                          |  |  |                               |                               |                               |  |  |                          |                          |                          |  |  | 1B                          | Cuba                        | 1                           |
|  | 3B                         | Costa Rica                 | 2                          |  |  |                               |                               |                               |  |  | 1B                       | Cuba                     | 3                        |  |  |                             |                             |                             |
|  |                            |                            |                            |  |  | 2A                            | Puerto Rico                   | 3                             |  |  | 2A                       | Puerto Rico              | 1                        |  |  | Tercer puesto 10 de octubre | Tercer puesto 10 de octubre | Tercer puesto 10 de octubre |
|  |                            |                            |                            |  |  | 3B                            | Costa Rica                    | 0                             |  |  |                          |                          |                          |  |  |                             |                             |                             |
|  |                            |                            |                            |  |  |                               |                               |                               |  |  |                          |                          |                          |  |  | 2B                          | México                      | 0                           |
|  |                            |                            |                            |  |  |                               |                               |                               |  |  |                          |                          |                          |  |  | 2A                          | Puerto Rico                 | 3                           |

### Cuartos de final
| Fecha        | Hora  | Equipo 1    | Sets  | Equipo 2   | Set 1 | Set 2 | Set 3 | Set 4 | Set 5 | Total |
| ------------ | ----- | ----------- | ----- | ---------- | ----- | ----- | ----- | ----- | ----- | ----- |
| 8 de octubre | 18:00 | Puerto Rico | 3 : 0 | Costa Rica | 25-17 | 25-19 | 25-19 |       |       | 75-55 |
| 8 de octubre | 20:00 | México      | 3 : 0 | Honduras   | 25-20 | 25-13 | 25-22 |       |       | 75-55 |

### Quinto puesto
| Fecha        | Hora  | Equipo 1   | Sets  | Equipo 2 | Set 1 | Set 2 | Set 3 | Set 4 | Set 5 | Total   |
| ------------ | ----- | ---------- | ----- | -------- | ----- | ----- | ----- | ----- | ----- | ------- |
| 9 de octubre | 14:00 | Costa Rica | 2 : 3 | Honduras | 23-25 | 25-20 | 25-23 | 21-25 | 6-15  | 100-108 |

### Semifinales
| Fecha        | Hora  | Equipo 1 | Sets  | Equipo 2    | Set 1 | Set 2 | Set 3 | Set 4 | Set 5 | Total  |
| ------------ | ----- | -------- | ----- | ----------- | ----- | ----- | ----- | ----- | ----- | ------ |
| 9 de octubre | 20:00 | Canadá   | 3 : 2 | México      | 20-25 | 25-16 | 18-25 | 25-17 | 15-7  | 103-90 |
| 9 de octubre | 18:00 | Cuba     | 3 : 1 | Puerto Rico | 20-25 | 25-20 | 25-23 | 25-22 |       | 95-90  |

### Sexto puesto
| Fecha         | Hora  | Equipo 1          | Sets  | Equipo 2   | Set 1 | Set 2 | Set 3 | Set 4 | Set 5 | Total |
| ------------- | ----- | ----------------- | ----- | ---------- | ----- | ----- | ----- | ----- | ----- | ----- |
| 10 de octubre | 14:00 | Trinidad y Tobago | 3 : 0 | Costa Rica | 27-25 | 25-13 | 25-23 |       |       | 77-61 |

### Tercer puesto
| Fecha         | Hora  | Equipo 1 | Sets  | Equipo 2    | Set 1 | Set 2 | Set 3 | Set 4 | Set 5 | Total |
| ------------- | ----- | -------- | ----- | ----------- | ----- | ----- | ----- | ----- | ----- | ----- |
| 10 de octubre | 18:00 | México   | 0 : 3 | Puerto Rico | 23-25 | 21-25 | 19-25 |       |       | 63-75 |

### Final
| Fecha         | Hora  | Equipo 1 | Sets  | Equipo 2 | Set 1 | Set 2 | Set 3 | Set 4 | Set 5 | Total |
| ------------- | ----- | -------- | ----- | -------- | ----- | ----- | ----- | ----- | ----- | ----- |
| 10 de octubre | 20:00 | Canadá   | 3 : 1 | Cuba     | 25-23 | 19-25 | 25-18 | 25-17 |       | 94-83 |

## Posiciones finales
| Pos.              | Equipo            |
| ----------------- | ----------------- |
| Medalla de oro    | Canadá            |
| Medalla de plata  | Cuba              |
| Medalla de bronce | Puerto Rico       |
| 4                 | México            |
| 5                 | Honduras          |
| 6                 | Trinidad y Tobago |
| 7                 | Costa Rica        |

| \| \| \| \| \| Campeón Canadá[2] 1.er título \| Plantel: 1 Tyler Sanders, 2 John Gordon Perrin, 3 Daniel Lewis, 5 Rudy Verhoeff, 6 Justin Duff, 8 Adam Simac, 9 Dustin Schneider, 10 Toontje Van Lankvelt, 11 Daniel Cornelius Jansen Vandoorn, 14 Max Burt, 15 Frederic Winters , 18 Nicholas Hoag, 19 Blair Cameron Bann, 22 Steven Marshall. Entrenador: Glenn Hoag |
| |
| |
| Campeón Canadá 1.er título |

|                            |
|                            |
| Campeón Canadá 1.er título |

## Distinciones individuales
| Categoría                 | Ganadora                               |
| ------------------------- | -------------------------------------- |
| Jugador Más Valioso (MVP) | Nicholas Hoag                          |
| Mejor colocador / armador | Pedro Rangel                           |
| Mejor punta / receptor    | John Gordon Perrin Jorge Barajas       |
| Mejor central / medio     | Luis Tomás Sosa Daniel Jansen Vandoorn |
| Mejor atacante opuesto    | Rolando Cepeda                         |
| Mejor líbero              | Dennis Del Valle                       |
| Mejor receptor            | Yonder García                          |
| Mejor defensa             | Dennis Del Valle                       |
| Mejor servicio            | Nicholas Hoag                          |
| Mayor anotador            | Richard Smith Hall                     |